# Bánmonostor
Bánmonostor (szerbül Баноштор / Banoštor) falu Szerbiában, a Vajdaságban, a Dél-bácskai körzetben, Belcsény községben.

## Fekvése

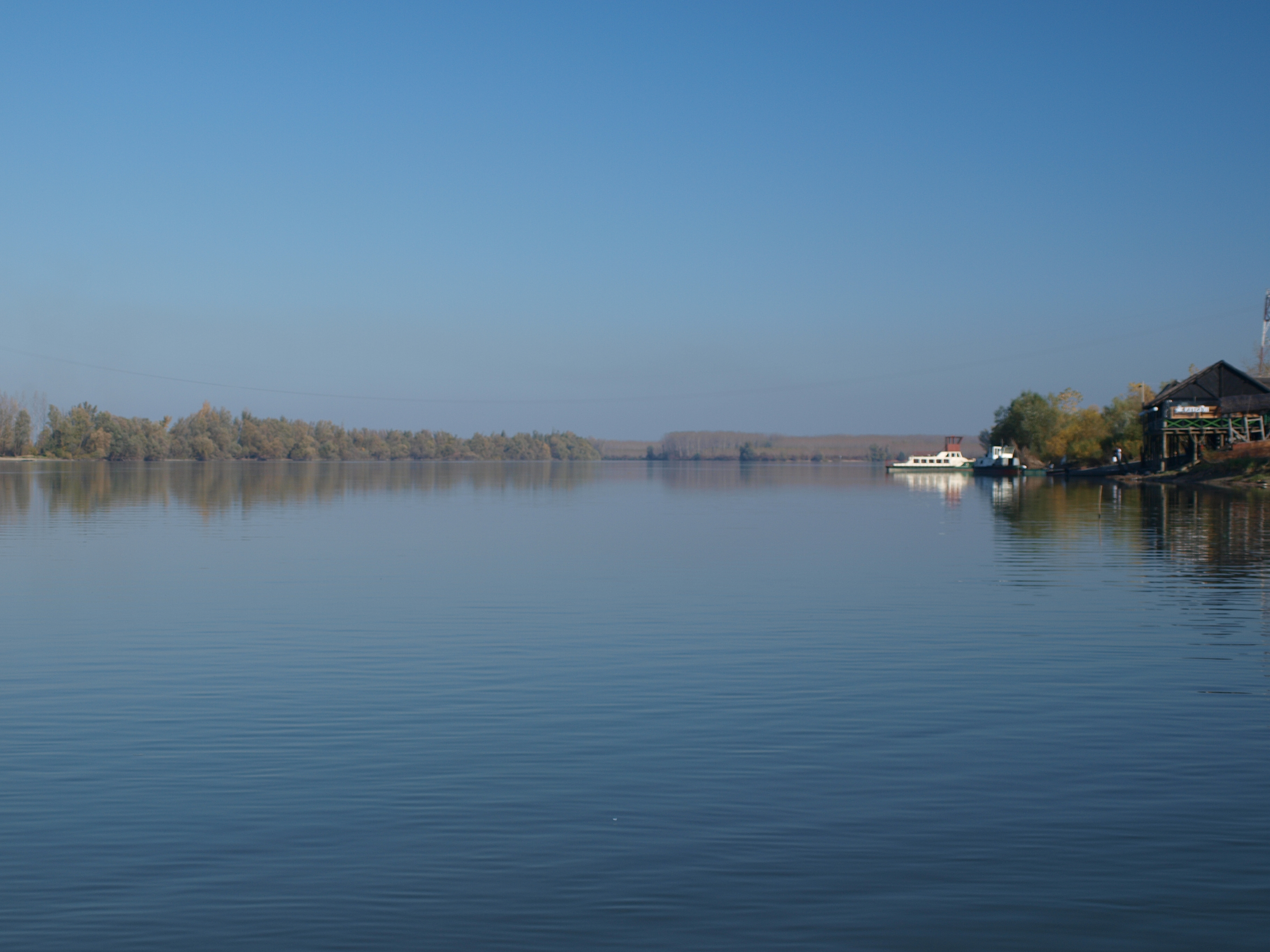
Komp a Dunán Bánmonostornál

Szerémségben, a Duna jobb partján fekszik, a Tarcal-hegység északi lejtőin. A település a Dunán keresztül komppal össze van kötve a bácskai oldalon fekvő Begecs faluval. Újvidéktől 28 km-re távolságra van.

## Története
1198-ban Keu néven említik először. Bencés monostora már a 12. században létezett. 1229-ben Ugrin kalocsai érsek itt alapította meg a szerémi püspökséget. A település a tatárjárásban elpusztult. 1309-ben Monasterium Bani néven szerepelt egy oklevélben. Brunszvik-kastélya korábban a szerémi püspökség várkastélya volt, és már a 15. században állott.
1910-ben 1137, többségben szerb lakosa volt, jelentős német kisebbséggel. A trianoni békeszerződés után a Szerb-Horvát-Szlovén Királyság része lett, előtte Szerém vármegye Újlaki járásához tartozott.

## Népesség

### Demográfiai változások
| 1948 | 1953 | 1961 | 1971 | 1981 | 1991 | 2002 |
| ---- | ---- | ---- | ---- | ---- | ---- | ---- |
| 706  | 677  | 678  | 733  | 650  | 618  | 780  |